# صکوک
صُکوک جمع صک به معنای حواله و برات است.

## ریشه واژه شناسی
صکوک جمع صک و صک یک کلمه اصالتا عربی است، به گواه شعری از فرزدق، شاعر قرن یکم هجری:
أنْتَ المُرَجَى للعَشِيرَةِ كُلِّهَا، …................. في المَحْلِ أوْ صَكِّ الجُموعِ الزُّحّفِ 

## تعریف ابزارهای مالی اسلامی (صُکوک)
ابزارهای مالی اسلامی (صُکوک)، اوراق بهادار با ارزش مالی یکسان و قابل معامله در بازارهای مالی هستند که بر پایهٔ یکی از قراردادهای مورد تأیید اسلام طراحی شده‌اند و دارندگان اوراق به صورت مشاع مالک یک یا مجموعهای از داراییها و منافع حاصل از آن‌ها می‌باشند.

## تفاوت ابزارهای مالی اسلامی (صُکوک) بااوراق قرضه(اوراقربویبا درآمد ثابت)
۱-	صُکوک بیانگر مالکیت یک دارایی مشخص است در حالی که اوراق قرضه فقط حاکی از تعهد بدهی هستند. یعنی رابطهٔ بین صادرکننده و خریدار اوراق قرضه رابطه وام‌دهنده و وام‌گیرنده است که نرخ بهرهٔ وام هم ثابت است و این همان رباست.
۲-	دارایی موضوع انتشار اوراق صُکوک از نظر شرعی باید مجاز و صحیح باشد. در حالی‌که در اوراق قرضه دارایی‌هایی که از نظر اسلام پذیرفته نیست نیز می‌تواند پشتوانه اوراق قرار بگیرد.
۳-	اعتبار اوراق قرضه به اعتبار صادرکننده یا ناشر آن وابسته است و با آن سنجیده می‌شود در حالی که اعتبار صُکوک به ناشر بستگی ندارد بلکه به ارزش دارایی پشتوانه بستگی دارد.
۴-	فروش صُکوک در بازار ثانویه، فروش مالکیت یک دارایی است اما فروش اوراق قرضه فروش بدهی است.
۵-	در صُکوک امکان افزایش اصل دارایی و در نتیجه ارزش خود ورقه صُکوک وجود دارد در حالی‌که اصل بدهی در اوراق قرضه قابلیت افزایش ندارد.

## مزایای استفاده از ابزارهای مالی اسلامی (صُکوک)
صُکوک دارای مزیت‌های متعددی بوده و به عقیده برخی صاحب نظران، این نوع اوراق بهادار اسلامی پُل ارتباطی بین دو بازار پول و سرمایه به‌شمار می‌رود. برخی از عمده مزایای صکوک به شرح زیر می‌باشد:
۱-	افزایش نقدینگی بانی (تأمین مالی‌کننده از طریق انتشار صُکوک)
۲-	در صورت انتشار صُکوک به پشتوانهٔ دارایی‌هایی که نقدینگی پایینی دارند یا غیر نقد هستند، دارایی‌های مذکور از ترازنامه خارج شده و وجوه نقد جایگزین آن می‌شود.
۳-	علیرغم اینکه قسمتی از دارایی‌ها از شرکت بانی جدا می‌شود اما با این حال باز هم بانی می‌تواند از دارایی‌ها استفاده کند.
۴-	از آنجا که صُکوک با پشتوانهٔ دارایی منتشر می‌شود لذا دارای ریسک کمتری است و هزینهٔ تأمین مالی را نیز کاهش می‌دهد.
۵-	کمک به توسعهٔ بازار سرمایه با فراهم کردن امکان تبدیل دارایی‌ها به اوراق بهادار.
۶-	چنان‌چه برای دادوستد این نوع اوراق بازار ثانویه فراهم شود آنگاه قابلیت نقدشوندگی این اوراق هم افزایش می‌یابد.

## تاریخچه و آمار انتشار ابزارهای مالی اسلامی (صُکوک)[۲]
اولین تعریف از صکوک اسلامی در سال 1988 در جده و در چهارمین همایش شورای مجمع فقه اسلامی مطرح شد. با این‌حال تاریخچه انتشار اولین صکوک اسلامی به کشور مالزی بر می‌گردد. در سال 1990 و زمانی که شرکت شل ام.دی.اس که شرکتی تازه تأسیس بود برای تأمین مالی پروژه‌های خود دست به انتشار صکوک زد. جمهوری اسلامی ایران در سال ۱۹۹۴ میلادی مقررات ناظر بر انتشار اوراق مشارکت را تهیه کرد و شهرداری تهران به عنوان ناشر، اولین اوراق مشارکت را جهت تأمین مالی پروژه بزرگراه شهید نواب صفوی منتشر نمود. در سال 2003 سازمان حسابداری و حسابرسی برای نهادهای مالی اسلامی (AAOIFI) استاندارد شریعت شماره 17 خود را منتشر کرد. بر این اساس صکوک عبارت است از: « اسنادی با ارزش برابر که معرف سهم تقسیم (افراز) نشده از مالکیت بردارایی‌های قابل‌لمس، منافع، و خدمات و همچنین مالکیت بر دارایی‌های مرتبط با پروژه‌ای ویژه یا فعالیت سرمایه‌گذاری مشخص می‌باشند». این سازمان 14 نوع صکوک مختلف را معرفی کرده‌است.
شایان ذکر است از سال ۲۰۰۱ میلادی تا ژانویه ۲۰۱۳ میلادی حدود ۷/۴۷۲ میلیارد دلار صُکوک در جهان منتشر شده که حدود ۳۶/۳۹۴ میلیارد دلار آن صُکوک داخلی کشورها و حدود ۳۳/۷۸ میلیارد دلار آن صُکوک بین‌المللی بوده‌است. ارزش صکوک منتشره در ایران تا بهمن ماه 1398 بیش از 593 هزار میلیارد ریال بوده‌است. متأسفانه به دلیل انفصال بازارهای مالی ایران از بازارهای جهانی و انفعال فعالان نهادهای مالی ذی‌ربط، ایران که یکی از پیشگامان استفاده از صکوک بوده‌است، هیج نقش و جایگاهی در بازار تأمین مالی صکوک و تاریخچه مکتوب مرتبط با صکوک ندارد.

## ساختار اجمالی اوراق بهادار اسلامی (صُکوک)[۳]

### ابزارهای مالی غیر انتفاعی

#### اوراق قرض الحسنه
اوراق بهاداری است که بر اساس قرارداد قرض بدون بهره منتشر می‌شود و به موجب آن قرارداد، ناشر اوراق به میزان ارزش اسمی آن‌ها از دارندگان اوراق استقراض می‌کند و به همان مقدار به آنان بدهکار است و بایستی در سررسید معین یا عندالمطالبه به آنان بپردازد.

#### اوراق وقفی
اوراق بهادار با نامی است که به قیمت اسمی مشخص برای مدت معین (زمان احداث پروژه) منتشر می‌شود و به واقفینی که قصد مشارکت در طرح‌های عام‌المنفعه را دارند واگذار می‌گردد.
این اوراق به سرمایه‌گذاران یا واقفینی که قصد دارند در امور خیریه و ساخت پروژه‌های عام‌المنفعه مشارکت کنند، این امکان را می‌دهد تا با خرید اوراق، سهمی در تأمین مالی این پروژه‌ها داشته باشند.

### ابزارهای مالی انتفاعی با سود معین و قابل فروش در بازار ثانوی

#### اوراق اجاره
اوراق بهاداری است که براساس عقد اجاره منتشر می‌شود و نشان دهنده مالکیت مشاع دارندگان آن، در دارایی مبنای انتشار اوراق است که اجاره داده می‌شود.

#### اوراق مرابحه
اوراق بهاداری هستند که دارندگان آن‌ها به صورت مشاع مالک دارایی مالی (دینی) هستند که بر اساس قرارداد مرابحه حاصل شده‌است، این اوراق بازدهی ثابت داشته و قابل فروش در بازار ثانوی می‌باشند.

#### اوراق استصناع
اسناد و گواهی‌های دارای ارزش یکسان هستند و برای تجمیع وجوه لازم جهت ساخت کالایی استفاده می‌شوند که تحت تملک دارنده صُکوک است.

#### اوراق سَلَف
سَلَف از اقسام بیع و عکس نسیه است. هنگامی‌که شخصی تولید یا ارایه ی کالای معینی را مورد هدف قرار می‌دهد، با انتشار این نوع صُکوک قادر خواهد بود تا منابع مالی مورد نیاز خود را تأمین کند. در واقع سرمایه‌گذاران در این اوراق، کالای مورد نظر را پیش خرید کرده‌اند.

#### اوراق منفعت
سند مالی بهاداری است که بیانگر مالکیت دارندهٔ آن بر مقدار معین خدمات یا منافع آینده از یک دارایی بادوام می‌باشد، که در ازای پرداخت مبلغ معینی به وی منتقل شده‌است.

#### اوراق جُعاله
اوراق مالکیت مشاع خدمتی‌است که براساس قرارداد جعاله تعهد انجام و تحویل آن شده‌است. بعد از پایان خدمت (موضوع جعاله)، صاحبان اوراق، مالک مشاع نتیجه خدمت خواهند بود. نتیجه خدمت ممکن است امتیاز مالی یا دارایی فیزیکی باشد.

#### اوراق رهنی
اوراق بهاداری است که به منظور خرید مطالبات رهنی توسط ناشر منتشر می شود. مطالبات رهنی شامل مطالبات مدت دار اشخاص حقوقی ناشی از قراردادهای مبادله ای از قبیل فروش اقساطی، اجاره به شرط تملیک و جعاله (به استثنای سلف) است که دارای وثیقه رهنی می باشد.

#### اوراق خرید دین
اوراق بهادار بانامی است که به منظور خرید مطالبات مدت‌دار اشخاص حقوقی به استثنای مطالبات ناشی از عقد سلف منتشر می‌شود. منظور از مطالبات، مطالبات ریالی مدت‌دار اشخاص حقوقی از اشخاص حقیقی و حقوقی ناشی از عقود مبادله‌ای از قبیل فروش اقساطی، اجاره به شرط تملیک و جعاله (به استثنای سلف) می‌باشد.

### ابزارهای مالی انتفاعی با سود انتظاری

#### اوراق مشارکت
سندی است گویای مالکیت دارنده آن، نسبت به بخشی از یک دارایی حقیقی که متعلق به دولت، شرکت‌های تعاونی یا خصوصی است و تا سررسید اوراق، هر نوع تغییر قیمت دارایی متوجه صاحب اوراق مشارکت است.

#### اوراق مضاربه
سندی‌است گویای مالکیت دارندگان آن به‌طوری‌که ناشر اوراق مضاربه با واگذاری اوراق، وجوه متقاضیان اوراق را جمعآوری کرده و به عنوان مضاربه در اختیار بانی قرار می‌دهد، بانی در فعالیت اقتصادی سودآور (بازرگانی) به کار می‌گیرد و در پایان هر معامله یا پایان هر دورهٔ مالی سود حاصله را براساس نسبتهایی که روی اوراق نوشته شده، میان خود و صاحبان اوراق تقسیم می‌کند.

#### اوراق مزارعه
سند مالکیت مشاع دارندگان اوراق بر زمین یا زمین‌های زراعیِ یا دیگر نهادههای تولیدی زراعی معین است که به قرارداد مزارعه برای کشت و زرع در اختیار عامل مزارعه گذاشته شده‌است.

#### اوراق مساقات
سند مالکیت مشاع دارندگان اوراق بر باغ یا باغهایِ مثمر یا دیگر نهادههای تولیدی باغی معین است که به قرارداد مساقات برای باغداری در اختیار عامل قرارداد مساقات گذاشته شده‌است.

## ارکان انتشار اوراق بهادار اسلامی (صُکوک)[۵]

### بانی
شخص حقوقی است که نهاد واسط برای تأمین مالی وی در قالب عقود اسلامی، اقدام به انتشار اوراق بهادار اسلامی می‌نماید.

### شرکت مدیریت دارایی مرکزی بازار سرمایه
نهاد مالی است که به موجب دستورالعمل فعالیت نهادهای واسط مصوب ۱۱/۵/۱۳۸۹ شورای عالی بورس و اوراق بهادار تأسیس شده‌است و به‌عنوان یکی از ارکان انتشار اوراق بهادار اسلامی (صُکوک)، وظیفه تأسیس و راهبری نهادهای واسط را در بازار سرمایهٔ ایران عهده‌دار می‌باشد. در واقع این شرکت نقش امین را دارد که جهت حفظ منافع دارندگان اوراق بهادار اسلامی و حصول اطمینان از صحت عملیات ناشر، نسبت به مصرف وجوه، نحوهٔ نگهداری حساب‌ها و صورت‌های مالی و عملکرد اجرایی به صورت مستمر، رسیدگی و اظهار نظر می‌نماید. از دیگر وظایف این شرکت انجام کلیهٔ امور اداری، مالی، مدیریتی، حقوقی و قانونی نهاد واسط و هم‌چنین نگهداری حساب‌ها و دفاتر مالی نهاد واسط و رد آن پس از اتمام مدت قرارداد است.

### واسط
نهاد واسط در قالب حقوقی شرکت با مسئولیت محدود، توسط شرکت مدیریت دارایی مرکزی بازار سرمایه تشکیل می‌گردد و به عنوان عامل انتشار انواع اوراق بهادار اسلامی یا همان صُکوک، تنها نهادی است که می‌تواند اوراق بهادار منتشر نماید. هر نهاد واسط در هر زمان نمی‌تواند برای تأمین مالی بیش از یک طرح، اوراق بهادار منتشر نماید.

### فروشنده
شخص حقوقی است که اقدام به فروش دارایی به نهاد واسط می‌نماید.

### ضامن
شخص حقوقی است که پرداخت جریان درآمدی و حسب مورد بهای خرید دارایی مبنای اوراق بهادار اسلامی توسط بانی به نهاد واسط را تضمین می‌نماید.

### عامل فروش
شخص حقوقی‌است که نسبت به عرضهٔ اوراق بهادار اسلامی از طرف ناشر برای فروش اقدام می‌نماید.

### عامل پرداخت
شرکت سپرده‌گذاری مرکزی اوراق بهادار و تسویه وجوه است که نسبت به پرداختهای مرتبط با اوراق بهادار اسلامی در سررسیدهای معین به سرمایه‌گذاران اقدام می‌نماید.

### بازارگردان
بازارگردان، کارگزار معامله‌گر یا شرکت تأمین سرمایه‌ای است که با اخذ مجوز لازم با تعهد به افزایش نقدشوندگی و تنظیم عرضه و تقاضای اوراق و تحدید دامنهٔ نوسان قیمت آن، به داد و ستد آن اوراق می‌پردازد. بازارگردان نهادی است که در روان نمودن بازار ثانویه اوراق بهادار نقش دارد و زمانی که بازار اوراق بهادار با کسادی روبه‌رو گردد این نهاد با خرید و فروش اوراق به روانی بازار کمک می‌کند. بازارگردان موظف است تا در مواقعی که دارندهٔ اوراق به نقدینگی نیاز دارد و خواهان فروش اوراق خویش در بازار ثانویه است اما به دلیل رکود بازار خریدار مناسبی برای اوراق نمی‌یابد اوراق را از دارنده، خریداری نماید. بازارگردان به تبادل اوراق اشتغال دارد. از یک سو اوراق را خریداری و از سوی دیگر به فروش آن‌ها مبادرت می‌ورزد. از این رو به لحاظ حقوقی بازارگردان مانند هر خریدار دیگر اوراق عمل می‌نماید، و تفاوت این نهاد با خریدار عادی اوراق در این است که بازارگردان موظف به خرید اوراق در وضع کسادی بازار اوراق بهادار است.

### پذیره‌نویسی
فرایند خرید اوراق بهادار از ناشر یا نمایندهٔ قانونی آن و تعهد پرداخت وجه کامل آن طبق قرارداد است.(بند ۲۸ ماده یک قانون بازار اوراق بهادار)

### متعهد پذیره نویس
شخص (حقوقی) ثالثی است که متعهد به خرید اوراق بهاداری است که ظرف مهلت «پذیره‌نویسی» به فروش نرسد. بر اساس این تعریف می‌توان گفت نهاد متعهد پذیره‌نویسی شخصی جدا از خریداران اوراق است و در صورتی‌که اوراق مطابق پیش‌بینی‌های انجام شده به فروش نرسد، نهاد واسط موظف خواهد بود تا با انعقاد قرارداد با متعهد پذیره‌نویس مابقی اوراق را به او بفروشد و با استفاده از این روش منابع لازم جهت خرید دارایی مورد نظر را فراهم آورد.